# Mateo Múgica Urrestarazu
Mateo Múgica Urrestarazu (* 21. September 1870 in Idiazabal; † 27. Oktober 1968 in Zarautz; auch Mateo Mújica Urrestarazu) war ein spanischer römisch-katholischer Bischof.

## Leben
Mateo Múgica studierte am Priesterseminar des Bistums Vitoria und empfing am 23. Dezember 1893 die Priesterweihe. Er wurde an der Universität von Salamanca zum Doctor theologiae promoviert und nach einigen Jahren als Gemeindepfarrer Dozent am Seminar von Vitoria. Daneben nahm Múgica Urrestarazu im Bistum Vitoria weitere Tätigkeiten wahr, unter anderem war er Herausgeber des diözesanen Bulletins.
Papst Benedikt XV. ernannte ihn am 22. Februar 1918 zum Bischof von Osma. Die Bischofsweihe spendete ihm am 20. Mai desselben Jahres Francesco Ragonesi, Apostolischer Nuntius in Spanien. Mitkonsekratoren waren Prudencio Melo y Alcalde, Bischof von Madrid, und Leopoldo Eijo y Garay, Bischof von Vitoria. In Osma setzte er neue Regelungen für das Priesterseminar fest und arbeitete mit katholischen Gewerkschaften zusammen. Daneben hielt er unter anderem in Madrid, Barcelona und Pamplona Predigten. Papst Pius XI. ernannte Mújica am 26. Oktober 1923 zum Bischof von Pamplona. Am 24. Juni 1928 kehrte er als Bischof nach Vitoria zurück, die Ernennung hatte er durch Pius XI. bereits am 10. März desselben Jahres erhalten.
Anfang der 1930er-Jahre vertrat Mateo Mújica Urrestarazu antirepublikanische Positionen und riet Katholiken anlässlich der kommunalen Wahlen und dem zeitgleichen Ausrufen der Zweiten Republik 1931, keine Kandidaten zu wählen, die Gruppierungen mit antikatholischen Programmen vertreten würden. Im selben Jahr wurde er durch die neue republikanische Regierung aus Spanien ausgewiesen und lebte im Exil im französischen La Puye. Nach Ausbruch des Spanischen Bürgerkriegs untersagte er zunächst den Gläubigen die Unterstützung der Republik, verurteilte jedoch auch die Gewalt der baskischen Rebellen, denen auch zwei Priester seiner Diözese zum Opfer fielen. 1936 entließ Múgica zudem einen Lehrer seines Seminars, der die nationalistische Politik der PNV öffentlich unterstützte. Am 12. Oktober 1937 trat er von seinem Bischofsamt zurück und wurde zum Titularbischof von Cinna ernannt. Nachdem er lange in Rom gelebt hatte, kehrte er 1947 in seine baskische Heimat zurück, wo er bis zu seinem Tod 1968 unter polizeilicher Bewachung in der Provinz Gipuzkoa lebte.